# Tawakkul Karman

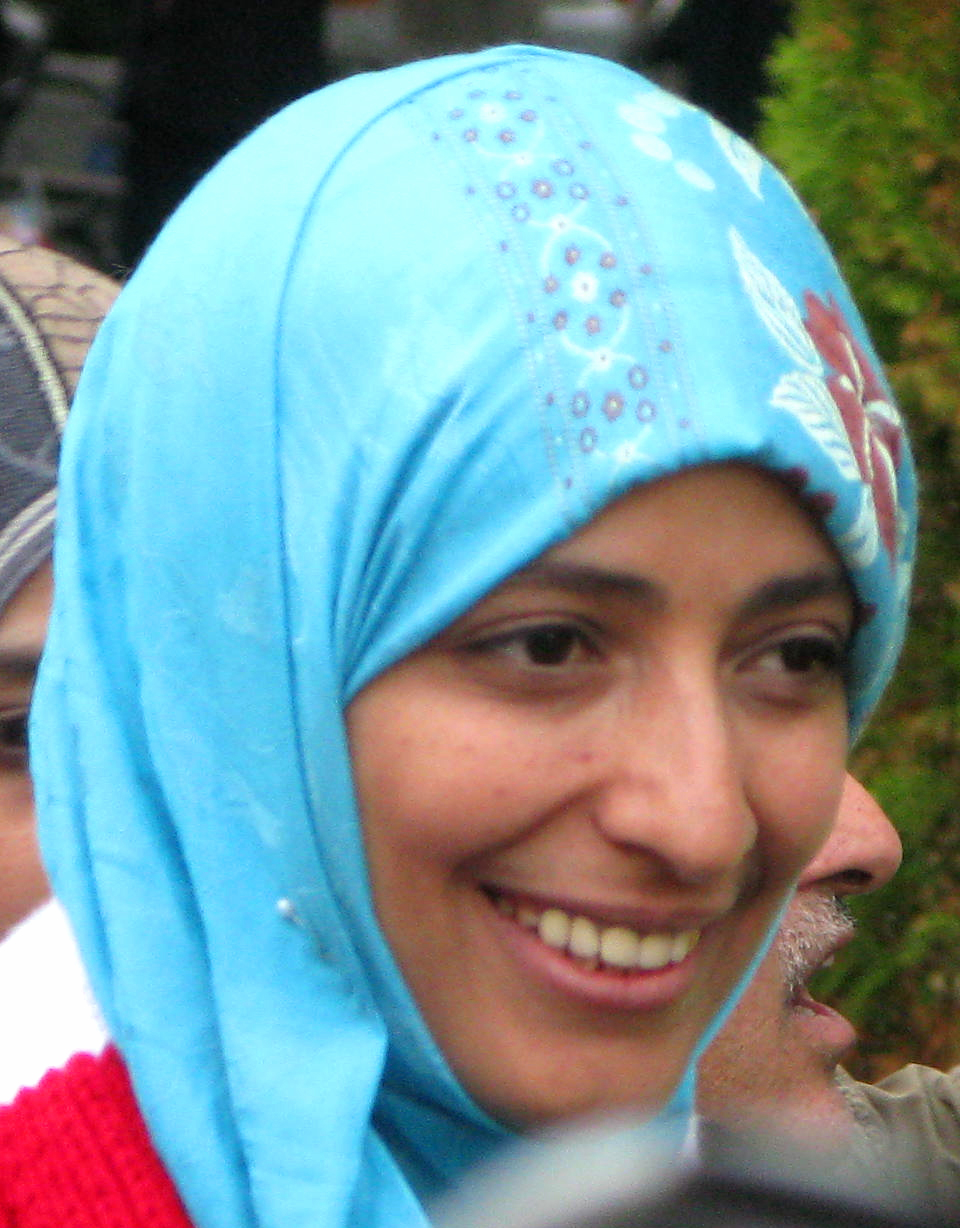
Tawakkul Karman

Tawakel Karman, "Tawakel" cũng viết là "Tawakul" và "Tawakkul", (tiếng Ả Rập: توكل كرمان), là một chính trị gia Yemen là thành viên cao cấp của Al-Islah và một nhà hoạt động nhân quyền người đứng đầu các nhóm phụ nữ nhà báo Nếu không có chuỗi mà cô tạo ra trong năm 2005. Bà cùng với Ellen Johnson Sirleaf và Leymah Gbowee đã giành giải Nobel Hòa bình 2011 "cho cuộc đấu tranh bất bạo động của họ cho an toàn của phụ nữ và quyền của phụ nữ để đầy đủ tham gia vào công tác xây dựng hòa bình ". 
Karman trở thành gương mặt công chúng của cuộc nổi dậy Yemen 2011 chống lại chính phủ Yemen như là một phần của phong trào Mùa xuân Ả Rập. Cô đã được gọi là "Mẹ của cách mạng".
Karman được công chúng biết đến sau năm 2005 trong vai trò của mình như một nhà báo Yemen cho một dịch vụ tin tức điện thoại di động, một chính trị gia và là thành viên cấp cao của phe đối lập Đảng Al-Islah, và nhà họa động vì quyên con người và là người sáng lập của nhóm Phóng viên nữ không bị ràng buộc.